# Тахићани
Тахићани (тах. Ta'ata Tahiti (Ma'ohi), фр. Tahitiens (Maohis)) или Маохи, јесу полинежански народ који насељавају Тахити. Смештено је у архипелагу Друштвена Острва
које припада Француској Полинезији, у јужном делу Пацифика. Између 300. и 600. године н. е. након дугог путовања кануима, полинежански народ је населио острво. Острво има око 200.000 становника од којих половина стално борави на острву. Главни и највећи град на острву је Папете, а површина острва је 1048 km².

## Историја
Староседеоци Тахитија, пре контакта с Европљанима, нису познавали метале и користили су технологију из каменог доба. Међутим, крчили су шуме и обрађивали плодна вулканска тла. Израђивали су кануе. Оруђе које су користили било је израђено од камена, кости, шкољки или дрвета. Процењује се да је у тренутку првог контакта с Европљанима 1767. године на Тахитију живело више од 40.000 људи, а на осталим острвима од 15.000 до 20.000. Европљани (првобитно Енглези) донели су на острва многе, дотада домороцима непознате болести, попут дизентерије, малих богиња, шарлаха, тифуса и туберкулозе. На те болести Тахићани нису имали никакав имунитет и то је исходовало смањењем њиховог броја с око 40.000 у 1767. години на око 16.000 у 1797. години. Пописом 1881. године побројено је 5.960 домородаца. Упркос још неким епидемијама које су се збиле након те године, број Тахићана почео је опет расти. Данас су Тахићани француски држављани и имају два изабрана заступника у француској Народној скупштини и једног у Сенату. Пунолетни Тахићани гласају на скоро свим француским изборима.

## Култура и одлике
Народ Тахитија, Тахићани, говоре тахићански језик, то је полинежански језик, који је сродан с маорским и француским језиком. 
Култура тахићана названа је Маохи, одакле потиче реч Маори, што је полинежански назив за Нови Зеланд. Од те речи потиче и назив за древне свете грађевине у Полинезији – марае.
Изглед Тахићана одражава њихово маорско порекло, углавном су високи, крупни и мишићави, мада након мешања гена, данашњи Тахићани имају кинеско и француско порекло. Фестивали плеса са карактеристичним њихањем кукова, главно су обележје културног идентитета народа Полинезије и велика туристичка атракција.
Веома интересантно у народу Тахитија је постојање трећег пола у данашњем друштву, који носи назив Маху. Маху се рађају као дечаци али се одгајају као девојчице и равноправан је са женским и са мушким полом. Они изгледају и понашају се као тахићанске жене, помажу у кућним пословима, одгајају децу, а такође раде и у хотелима и ресторанима.
Тахићани се углавном баве комерцијалним риболовом јер је океан богат рибом и туризмом, с обзиром са је температура веома повољна, у просеку је 28 °C,  и не прелази 32 °C.
Тахићани су веома гостољубив и толерантан народ, кога чине протестанти и католици. Веома су посвећени својим обичајима, у којима веома доминира цвеће. Они од цвећа праве венце, којима дарују посетиоце и оне који одлазе са острва.

## Познати Тахићани
- Омаи – млади домородац којег је британски брод Авантура (енгл. Adventure), с другог Куковог путовања 1774. године, довео у Енглеску и после вратио у домовину (други је домородац Океаније који је посетио Европу, након Ахуторуа којег је у Париз довео Бугенвил 1768. године)
- Помаре IV – бивша тахићанска краљица
- Оскар Темару – актуелни председник Француске Полинезије
- Поувана а Опа – вођа покрета за независност Тахитија од Француске који је деловао у касним 1950им.